# Fritz Stamm
Albert Stamm, in manchen Quellen Fritz Stamm (* 1880er Jahre; † ?), war ein deutscher Fußballspieler.

## Karriere

### Verein
Stamm gehörte 1905 dem FuCC Eintracht 1895 Braunschweig, mit Umbenennung am 12. Oktober 1906, dem FC Eintracht von 1895 bis 1912 an, und kam in der vom Norddeutschen Fußball-Verband organisierten Endrunde um die Norddeutsche Meisterschaft 1906 – als Meister des Fußballbundes für das Herzogtum Braunschweig – zum Einsatz. Das Finale wurde jedoch mit 2:5 gegen den SC Victoria Hamburg verloren; so erging es ihm und seiner Mannschaft auch im Folgejahr, als man mit 1:6 gegen den Vorjahressieger unterlag. Die Saison 1907/08 war über die Bezirksmeisterschaft hinaus auch mit der Meisterschaft in Norddeutschland gekrönt, da er und sein Verein am 12. April 1908 mit 3:1 den SC Victoria Hamburg bezwingen konnten. In seinen letzten vier Spielzeiten gewann er abermals die Bezirksmeisterschaft Braunschweig, unterlag jedoch am 25. April 1909 im Norddeutschen Finale Altona 93 mit 3:6, am 3. April 1910 im Halbfinale Werder Bremen mit 0:1, am 23. April 1911 im Finale Holstein Kiel mit 1:6, wie auch am 21. April 1912 mit 2:3.
Mit der 1908 errungenen Norddeutschen Meisterschaft war seine Mannschaft als Teilnehmer an der Endrunde um die Deutsche Meisterschaft qualifiziert. Sein einziges Endrundenspiel endete für ihn und seine Mannschaft bereits mit dem Auftaktspiel am 3. Mai 1908 im Stadion Hoheluft bei der 0:1-Viertelfinalniederlage gegen den Duisburger SpV.

### Auswahlmannschaft
Als Spieler der Auswahlmannschaft des Norddeutschen Fußball-Verbandes nahm er an der dritten Auflage des Wettbewerbs um den Kronprinzenpokal teil und drang nach Siegen am 9. Oktober 1910 mit 2:0 über die Auswahlmannschaft des Verbandes Mitteldeutscher Ballspiel-Vereine im Viertelfinale und am 13. November 1910 mit 11:0 über die Auswahlmannschaft des Südostdeutschen Fußball-Verbandes im Halbfinale in das Finale vor. Das am 25. Mai 1911 auf dem Viktoria-Platz, Spielstätte des BTuFC Viktoria 89, angesetzte Finale gegen die Auswahlmannschaft des Verbandes Süddeutscher Fußball-Vereine wurde mit 4:2 gewonnen. Nachdem es nach regulärer Spieldauer 1:1 und nach Verlängerung 2:2 gestanden hatte, traf Ernst Möller von Holstein Kiel in der 125. und 127. Minute der erneuten Verlängerung von zweimal zehn Minuten.

## Erfolge
- Kronprinzenpokal-Sieger 1911
- Norddeutscher Meister 1908
- Bezirksmeister Braunschweig 1908, 1909, 1910, 1911, 1912
- Meister des Fußballbundes für das Herzogtum Braunschweig 1906, 1907